# Авіаудари по лікарнях в Ємені
Військова інтервенція під керівництвом Саудівської Аравії в Ємені розпочалася в 2015 році, намагаючись вплинути на результати громадянської війни в Ємені. Саудівська Аравія, очоливши коаліцію з дев'яти арабських держав, 26 березня 2015 року почала здійснювати авіаудари в сусідньому Ємені та накладати повітряну та військово-морську блокаду, оголосивши військову інтервенцію під назвою Операція «Буря рішучості» (араб.: عملية عاصفة الحزم, ром: Amaliyyat `Āṣifat al-Ḥazm). Понад 70 закладів охорони здоров'я в Ємені були знищені серією авіаударів, які проводила коаліція під проводом Саудівської Аравії з березня 2015 року. Багато з них були лікарнями охорони здоров'я, у яких працювали або підтримувалися лікарями без кордонів(MSF). Критики нападів стверджують, що авіаудари — це військові злочини, що порушують захист медичних закладів, передбачений міжнародно визнаними правилами війни, і вимагають проведення незалежних розслідувань.
Багато інших цивільних мішеней, включаючи школи та шкільні автобуси в Ємені, також бомбардуються коаліцією під керівництвом Саудівської Аравії.
1500 шкіл було пошкоджено та знищено під час громадянської війни в Ємені.
ООН звинуватила коаліцію під керівництвом Саудівської Аравії у «повній зневазі до людського життя».

## Перебіг подій

### Жовтень 2015— авіаудар Саада
Лікарі без кордонів повідомили, що авіаудар коаліції під керівництвом Саудівської Аравії 26 жовтня 2015 року повністю знищив лікарню Медекінс Сан-Фронт'єр у Сааді, на північному заході Ємену, включаючи операційну. Перший удар потрапив у невикористану частину лікарні, тому заклад було одразу повністю евакуйовано. Обійшлося без жертв. Прес-секретар коаліційних сил, бригадний генерал Ахмед аль-Асірі відмовився від відповідальності за напад.
«Наразі лікарня знищена, щонайменше 200 000 людей зараз не мають доступу до рятувальної медичної допомоги», — повідомили MSF.
«Цей напад є ще однією ілюстрацією повної зневаги до мирних жителів у Ємені, де вибухи стали повсякденним розпорядком», — відповів Хасан Бусенін, глава місії MSF в Ємені.
Абдалла аль-Муаллімі, посол Саудівської Аравії в ООН, заявив, що координати були неточними, хоча він визнав, що авіаудар «був помилкою».
ЮНІСЕФ заявив, що лікарня в Сааді стала 39-м центром охорони здоров'я в Ємені з березня, що піддався атаці. MSF повідомляє, що коаліція під керівництвом Саудівської Аравії, яку підтримують британські військові, останні 10 місяців бомбардує лікарні по всьому Ємену. Постраждали щонайменше 130 закладів охорони здоров'я.
«Більше дітей у Ємені можуть загинути від нестачі ліків та медичних послуг, ніж від куль і бомб», — заявив її виконавчий директор Ентоні Лейк.
Amnesty International заявила, що авіаудар може бути воєнним злочином і закликає до незалежного розслідування.

### Грудень 2015 року авіаудар по Таїзу
3 грудня 2015 року, авіаудар під супроводом коаліції влучив в медичний центр в Таїзі, поранивши дев'ятеро людей. Серед поранених було двоє працівників лікарні.
«Бомбардування цивільних та лікарень — це порушення міжнародного гуманітарного права», — заявив Джером Алін, голова місії MSF в Ємені.

### Січень 2016 року, авіаудар по району Разе
10 січня 2016 року в лікарню «Шиара» за підтримки MSF у районі Разе, губернаторство Саада, Північний Ємен, потрапило снарядом та шрапнеллю через удар коаліції під керівництвом Саудівської Аравії. Шість людей загинули, ще 7 постраждали, серед них троє співробітників MSF, двоє з них у критичному стані. Кілька будівель медичного закладу обвалилися після атаки, хоча критичні кімнати лікарні не були зруйновані. Поранених вдарило осколками від ракети, а також осколками металу з огорожі. Травми були страшними.
Вікі Хокінс, виконавчий директор MSF-UK, сказала, "… існує ризик, що «помилки» у військових ситуаціях стануть нормалізованими — так само, як «побічний збиток» нормалізувався у свідомості людей з часу першої війни в Перській затоці. Це забезпечило б ідеальне алібі для армій, щоб відкинути звинувачення у військових злочинах та злочинах проти людства. Це породжує безкарність.
В окремому нападі коаліції під керівництвом Саудівської Аравії відбулося повідомлення про авіаудар, по центру для сліпих у столиці Сані, внаслідок чого було багато поранених.

### Серпень 2016 року, авіаудар по районній лікарні Абс
15 серпня 2016 року, після порушення режиму припинення вогню, який фінансується ООН, авіаційним ударом під проводом Саудівської Аравії в Ємені було знищено лікарню, керовану Міністерством охорони здоров'я Ємену та підтриману MSF та ЮНІСЕФ в районі Абс, губернаторство Хаджа у північно-західному Ємені. Обстріл зачепив зони лікарні біля відділення швидкої допомоги, загинуло щонайменше 19 та поранено 24 людини. На момент нападу у відділенні хірургії знаходилось 23 пацієнта, у пологовому відділенні — 25, у новонародженому 13 дітей та 12 пацієнтів у педіатричному відділенні, повідомляє MSF. У лікарні були відділення невідкладної допомоги на 14 ліжок, пологове відділення та хірургічне відділення. Працівники лікарні були серед загиблих та поранених. «Бойовиків там не було», — повідомляє очевидець. Як повідомляється, лікарня лікувала дітей-жертв іншого авіаудару по школі в містечку Хайдан у сусідній провінції Саада, в якій 10 дітей загинули та ще 30 були поранені, у віці від 8 до 15 років. Генеральний секретар Організації Об'єднаних Націй Пан Гі Мун засудив напад у заяві, підкресливши, що антагоністи в конфлікті в Ємені пошкодили або знищили понад 70 закладів охорони здоров'я з моменту початку бойових дій 17 місяців тому.

### Червень 2018— авіаудар по центру лікування холери в Абс
Лікарі без кордонів повідомили, що авіаудар коаліції Саудівської Аравії пошкодив новий центр лікування холери «Медекінс Санс Фронтьєр» в Абс, на північному заході Ємену. Лікарі без кордонів повідомили, що вони надавали GPS-координати Королівству Саудівської Аравії дванадцять окремих разів і отримали дев'ять письмових відповідей, що підтверджують отримання цих координат.

### 2 серпня 2018— авіаудар по госпіталю в Ходейда
2 серпня 2018 року в результаті авіаударів по лікарнях, гавані та рибному ринку в Аль Ходейді загинуло щонайменше 55 людей, 124 поранено.

### 26 березня 2019— авіаудар по лікарні Саада
Ракета підірвала АЗС біля лікарні в губернаторстві Саада, яка пошкодила лікарню та вбила семеро мирних жителів.

### Авіаудар 7 квітня 2019
Повітряні набіги коаліції під керівництвом Саудівської Аравії та ОАЕ вбили щонайменше 11 мирних жителів, у тому числі дітей школи, а в Сані поранили понад 39 людей, повідомляє Aljazeera. Також інформаційне агентство Associated Press повідомило, про 13 вбитих, у тому числі семеро дітей та більше 100 поранених. Юсеф аль-Хадрій, речник міністерства охорони здоров'я під контролем повстанців, заявив, що більшість дітей загинули під час бомбардувань будинків та школи з початку війни. Коаліція не надала жодного коментаря.